# El molinero, su hijo y el burro

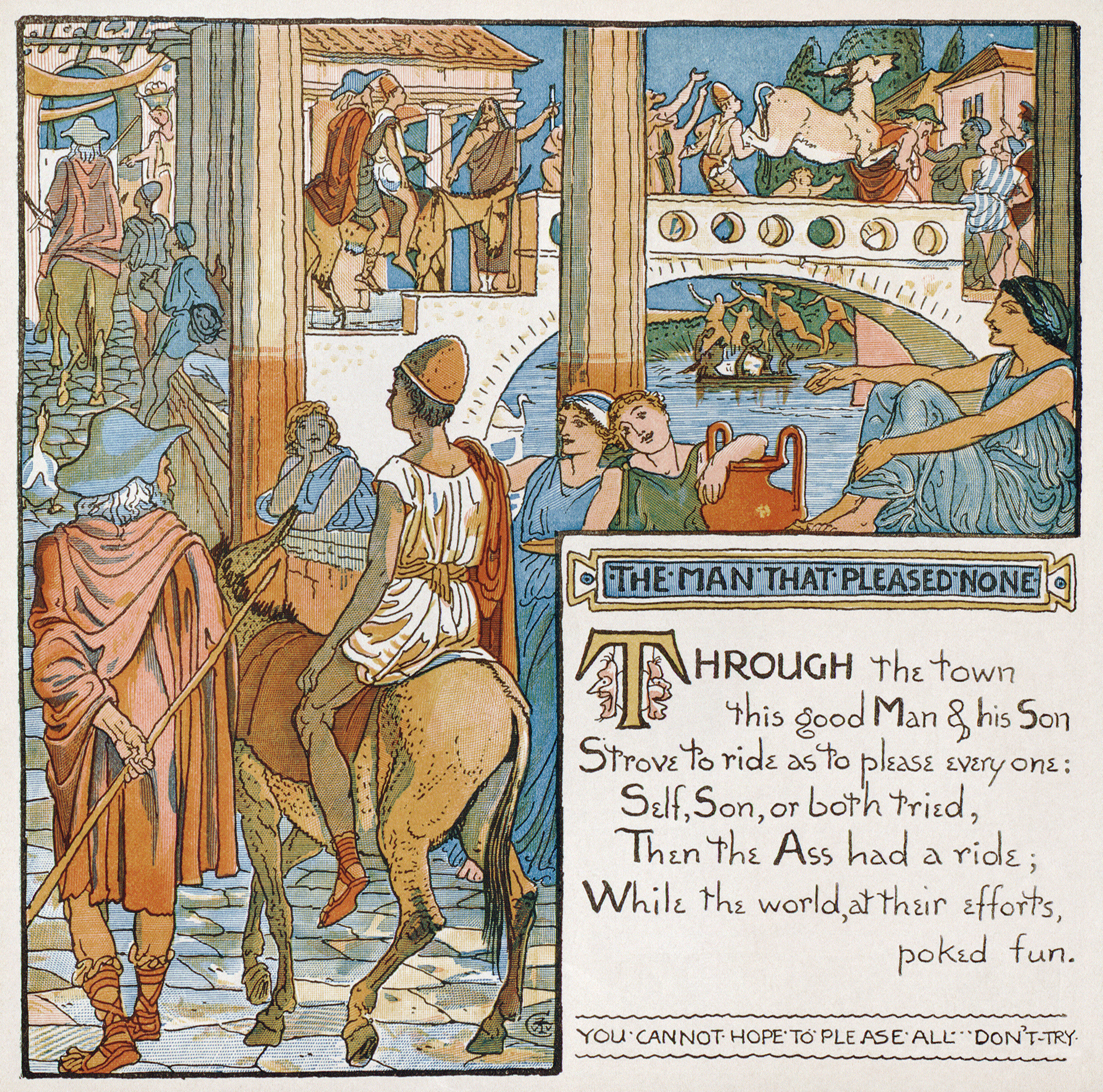
Ilustración compuesta de Walter Crane, de todos los eventos en la historia de la quintilla recuento de las fábulas Baby's Own Aesop.

El molinero, su hijo y el burro es una fábula muy difundida, número 721 en el Índice Perry y número 1215 en los sistemas de clasificación de Aarne-Thompson de narrativas folclóricas. Aunque puede haber fábulas similares antiguos, la primera versión existente está en la obra del escritor árabe del siglo XIII Ibn Said. Hay muchas versiones orientales del cuento y en Europa se incluyó en varias colecciones medievales. Desde entonces se ha incluido con frecuencia en colecciones de fábulas de Esopo, así como en las influyentes Fábulas de Jean de la Fontaine.

## La fábula
En esta fábula un hombre y su hijo van acompañados de su burro y se enfrentan a las constantes críticas de los transeúntes por la forma en que lo utilizan o tratan. El propósito de la historia es mostrar que todos tienen su propia opinión y no hay forma de que uno pueda satisfacer a todos. Hay cuatro o cinco elementos diferentes en la historia que se ordenan de manera diferente según la versión. Cuando ambos caminan al lado del burro son criticados por no montarlo. Cuando el padre cabalga, se le culpa por hacer caminar a su hijo pequeño; cuando el hijo cabalga, se le culpa por dejar a su anciano padre a pie. Cuando ambos cabalgan, son reprendidos por sobrecargar a su bestia. En versiones posteriores, el padre luego exclama que la única opción que queda es cargar el burro en su espalda; en otros lo hace, o padre e hijo atan el burro a un poste que llevan sobre sus hombros. Esta acción causa alegría general y tiene un resultado desdichado, lo que resulta en la muerte del burro por una causa u otra.

## Historia
Aunque no hay una fuente antigua para el cuento, puede haber algún vínculo con un diálogo en Las ranas de Aristófanes,
 producido en 405 a. C. Dioniso está hablando con su esclavo Xanthias, que está montado en un burro pero también carga con una carga. Xanthias dice que el burro no ayuda con ese peso sobre sus hombros. "Está bien, entonces", responde Dioniso, "Ya que reclamas que el burro es inútil para ti, ¿por qué no tomar tu turno y cargarlo?"

### En oriente
La ocurrencia documentada más antigua de la historia actual se encuentra en la obra del historiador, geógrafo y poeta Ibn Said (1213-1286), nacido y educado en al-Ándalus. Hay muchas versiones del cuento en oriente. Ocurre en los Cuarenta Vezirs  traducidos del árabe al turco por Sheykh Zada a principios del siglo XVII, resumidos como:
Un viejo jardinero, habiendo montado a su hijo sobre un asno, va a su jardín, cuando se encuentra con ciertas personas que se burlan de él; luego hace que el niño se baje y monta el burro, cuando algunos otros se burlan de él; luego hace que el niño se ubique más atrás, y luego detrás de él, siempre con el mismo resultado; al final ambos van a pie, y así llegan al jardín.
La historia ocurre en el corpus Mulla Nasreddin donde son Mulla y su hijo quienes están sujetos a los consejos y comentarios de los transeúntes. Una vez terminada la experiencia, Mulla le aconseja a su hijo:
"Si alguna vez llega a poseer un burro, nunca corte su cola en presencia de otras personas. Algunos dirán que ha cortado demasiado y otros que ha cortado muy poco. Si quieres complacer a todos, al final tu burro no tendrá cola".

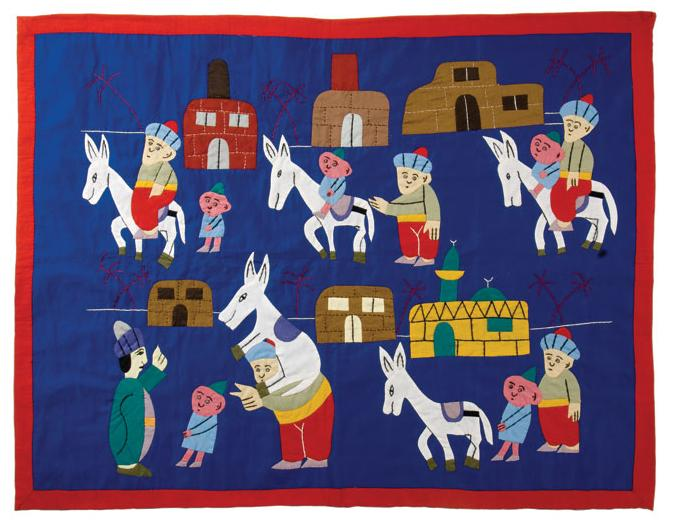
Un paño de historia de Goha de Ahmed Yossery (2007), Museo de los Niños de Indianápolis

En el mundo árabe también se cuentan muchos cuentos de Nasreddin sobre Goha y este figura en una historia similar, popular como tema los paños de telas con historias de los fabricantes de tiendas de la Calle de los Hacedores de Tiendas (Sharia al Khiyamiya) en El Cairo.
 La historia se enmarca como una lección deliberada por parte del padre. Como comenta Sarah Gauch en Las aventuras de Goha, el tonto sabio,
 un libro ilustrado con las creaciones de los fabricantes de tiendas, "Todo fabricante de tiendas tiene un Goha... pero cualquiera que sea el Goha, parece que la historia favorita es el cuento 'Goha le da a su hijo una lección sobre la vida".

### En Europa
En la Europa medieval se encuentra a partir del siglo XIII en colecciones de parábolas creadas para su inclusión en sermones, de las cuales la Tabula exemplorum de Jacques de Vitry es la más antigua.
 Entre las colecciones de fábulas en lenguas europeas, hace su primera aparición en el castellano de Don Juan Manuel. Titulado "Lo que le sucedió a un buen hombre y su hijo, llevando una bestia al mercado" (historia 23), se incluye en sus Cuentos del conde Lucanor (1335).
 Aquí está el hijo que está tan débil de voluntad que se deja guiar por las críticas de los demás en el camino hasta que el padre le reprocha que se han quedado sin alternativas. La moraleja dada es:
En las aventuras elegidas en tu vida, persigue con determinación la causa,
ni conmovido por la censura de la crítica, ni por el aplauso de la multitud.
En esta versión, el episodio de los dos llevando el asno está ausente, pero aparece en Facetiae de Poggio Bracciolini (1450), donde se relata la historia como una que un secretario papal ha escuchado y visto representada en Alemania. El molinero y su hijo van de camino a vender el asno en el mercado pero finalmente el padre está tan frustrado por las constantes críticas que tira el asno al río. La misma historia se cuenta entre las "100 fábulas" (Fabulae Centum) de Gabriele Faerno (1564) y como el poema de apertura en Cento favole morali de Giovanni Maria Verdizotti (1570). También apareció en inglés en Merry Tales and Quick Answers o en el libro de bromas de Shakespeare (c.1530) con el mismo final del anciano arrojando el asno al agua.
Una versión ligeramente posterior del meistersinger alemán Hans Sachs fue creada como un periódico de hoja grande en 1531. En su relato, su hijo le pregunta a un hombre por qué viven recluidos en el bosque y responde que es porque no hay nada que agradar a nadie en el mundo. Cuando el hijo desea probar esto, parten con el asno y se enfrentan a las críticas en todo lo que hacen. Finalmente golpean el asno hasta la muerte, también son criticados por eso y se retiran al bosque. Al extraer la lección de que uno debe ceñirse a sus decisiones a pesar de lo que diga el mundo, Sachs se refiere a la historia como una "vieja fábula", aunque obviamente no es la que conocía el compañero secretario de Poggio. La versión latina creada en Alemania por Joachim Camerarius bajo el título Asinus Vulgi ("El asno público") sigue la historia estándar con la única variación de que padre e hijo arrojan el asno por un puente cuando lo alcanzan. También es esta versión la que utilizó el danés Niels Heldvad (1563-1634) para su traducción de la fábula.
Cuando Jean de La Fontaine incluyó el cuento en su obra (Fábulas III.1, 1668), relató que se lo había contado el poeta François de Malherbe a su indeciso discípulo Honorat de Bueil, señor de Racan. Sin embargo, el orden de los episodios se altera radicalmente y la historia comienza con el padre y el hijo cargando el asno entre ellos para que llegue en buen estado para la venta en el mercado. La risa de los transeúntes hace que lo libere y los comentarios posteriores hace que cambie de lugar hasta que pierde la paciencia y decide que solo se adaptará a sí mismo en el futuro, porque "No dudes, pero las lenguas hablarán" sean cuales sean las circunstancias. Anteriormente había reflexionado que "está loco quien espera complacer al mundo entero y a su hermano". Robert Dodsley llega a la misma conclusión en su versión de 1764: "no puede haber un intento más infructuoso que esforzarse por complacer a toda la humanidad", un sentimiento abreviado por autores posteriores a "no hay nada que pueda complacer a todos". Anne Finch, condesa de Winchilsea también había hecho una traducción detallada del poema, publicado en 1713.

## Las artes aplicadas y decorativas
La fábula se ha ilustrado en numerosas obras relacionadas, incluso en un sello postal húngaro de 1960. Hacia 1800 en Francia se publicó una versión compuesta de los episodios del cuento como diseño para tela de algodón estampada y en 1817 Hippolyte Lecomte diseñó una litografía de la fábula adecuada para ser exhibida en hogares. Más tarde, en el siglo XIX, fue objeto de tarjetas emitidas por la empresa de extractos de carne Liebig y chocolates Guérin Boutron. También se emitió una postal educativa con el texto en el reverso. En otra parte, la American Encaustic Tiling Company de Zanesville, Ohio, produjo en 1890 una serie de mosaicos de calcomanías impresas tomadas directamente de las placas originales de Baby's Own Aesop de Walter Crane. La fábula fue una de ellas y presentó un diseño compuesto de sus episodios.
A principios del siglo XVIII, el artista francés Claude Gillot realizó un dibujo en color de padre e hijo montados uno al lado del otro en el burro. En 1835 se registra que el barón francés Bastien Felix Feuillet de Conches, coleccionista y gran entusiasta de las fábulas de La Fontaine, consiguió que un colega encargara una miniatura de ésta y otras fábulas al pintor de la corte punjabí Imam Bakhsh Lahori. El diseño compuesto muestra al grupo colocado de lado a lo largo de una calle de hermosos edificios indios. Ahora se exhibe en el Musée Jean de La Fontaine en Château-Thierry, así como el óleo de Hortense Haudebourt-Lescot del padre cabalgando por la ciudad con el hijo agarrado de la brida. Otros artistas menores que pintaron el tema fueron Jules Salles-Wagner (1814-1900), Jules-Joseph Meynier (1826-1903) y Emile Louis Foubert (1848-1911).

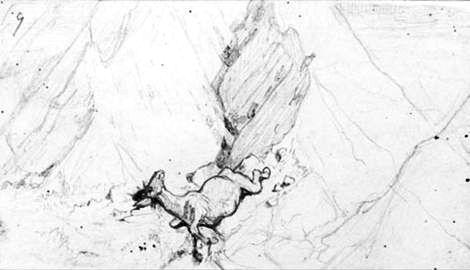
El destino del burro, un estudio de Elihu Vedder

Algunos artistas pintaron más de una versión de episodios de la fábula. Uno fue Honoré Daumier, cuya pintura de 1849/50 se encuentra ahora en la Galería de Arte y Museo Kelvingrove. Esto muestra a un grupo de tres mujeres volviéndose para burlarse del molinero y su hijo mientras cruzan el final de la calle; pero en otra versión los observan una mujer y sus hijos mientras toman la carretera que bordea el pueblo. Otro de estos artistas fue el pintor simbolista estadounidense Elihu Vedder, cuyas nueve escenas de la historia (que datan de 1867/8) se encuentran en el Museo metropolitano de arte de Nueva York y siguen el curso del burro a través de una ciudad montañosa italiana hasta que se cae de un puente a un barranco. Entre los pintores simbolistas europeos que trataron el tema se encuentran el francés Gustave Moreau, que lo hizo parte de un conjunto de acuarelas dedicadas a las fábulas de La Fontaine, y el suizo Ferdinand Hodler (1853-1918). En el siglo XX, ha habido un grabado de Marc Chagall y una xilografía en color de André Planson (1898-1981).